# Audi R15 TDI
Audi R15 TDI, geralmente abreviado para  R15, é um carro de corrida construído pelo fabricante alemão de automóveis Audi. É o sucessor do Audi R10 TDI. Tal como o seu antecessor, o R15 TDI usa um motor a diesel turboalimentado, embora o motor do R15, um V10 ,é fisicamente menor que o V12 do R10. O motor menor é empurrado ainda mais para o meio do carro do que no R10, resultando em um equilíbrio de peso mais neutro, que dá ao carro mais agilidade nas curvas do que seu antecessor
O carro foi testado pela primeira vez em dezembro de 2008, antes da sua inauguração oficial,  na competição das 12 Horas de Sebring de 2009, corrida em 21 de Março de 2009. Três R15 TDI participaram nas 24 Horas de Le Mans, em Junho de 2009, sob o controle da equipe Joest Racing.
O R15 fez sua estréia na competição das 12 Horas de Sebring de 2009, em março de 2009 e seguiu a este evento nas 24 Horas de Le Mans, em junho.. O R15 teve um começo perfeito, vencendo as 12 Horas de Sebring. Peugeot, sua rival, com o seu 908 HDi FAP, levou os dois primeiros lugares na corrida de 24 horas de Le Mans.
O R15 TDI apresenta um motor 5,5 litros (336 cu in)  motor V10 TDI (Turbocharger de Injeção Direta), avaliado em mais de 600 PS (440 kW; 590 cv) e 1.050 nm (774 ft lbf) de torque. O sistema elétrico usa uma bateria de lítio-íon, um primeiro protótipo desportivo Audi, assim como faróis de LED,  e um sistema único de luzes traseiras LED que são montados sobre a placa motora da asa traseira .
Na semana das 24 Horas de Le Mans 2009, os rivais Peugeot apresentaram um protesto contra o R15, alegando que a sua carroçaria não cumpria com os regulamentos homologados pela ACO, afirmando que as peças da carroçaria, poderiam ser equipado com o propósito de gerar o downforce. No entanto, após a sessão de treinos livres quarta-feira, a ACO rejeitou o protesto da Peugeot.

## Dados Técnicos
| Audi R 15 TDI     | Audi R 15 TDI                                            |
| ----------------- | -------------------------------------------------------- |
| Design            | Le Mans Prototype (LMP1)                                 |
| Motor             | V10 - Diesel com turbocharger                            |
| Cilindrada        | 5500 cm³                                                 |
| Potência          | aprox. 597HP                                             |
| Torque            | 1050 Nm (774 lb ft)                                      |
| Vmax              | volta 330 km/h (205 mph)                                 |
| Rodas direção     | Rodas Traseiras                                          |
| Transmissão       | CFK-gearbox                                              |
| Transmissão       | sequencial, pneumatico 5-tempos                          |
| Freios            | hidráulico de duplo circuito, freios de fibra de carbono |
| Comprimento       | 4 650 mm (183,1 pol)                                     |
| Largura           | 2 000 mm (78,7 pol)                                      |
| Altura            | 1 030 mm (40,6 pol)                                      |
| Capacidade Tanque | 81L                                                      |
| Altura            | min. 900 kg (1 984 lb)                                   |